# Christophe Schiltz
Christophe Schiltz (né le 12 décembre 1978) est un juriste, diplomate et homme politique luxembourgeois.
Il a été président du Conseil d'État luxembourgeois de 2021 à 2024 et est membre de la Cour permanente d'arbitrage de La Haye. Il est également Directeur de la Coopération au développement et de l'action humanitaire au Ministère des Affaires étrangères et européennes du Grand-Duché de Luxembourg. 

## Biographie

### Formation et carrière professionnelle
Titulaire d'une maîtrise en droit privé de l’université de Strasbourg III – Robert Schuman, d'un LL.M. de l'université de Cambridge et d'un master (MA) en études politiques et administratives européennes du Collège d'Europe à Bruges, Christophe Schiltz est diplomate au ministère des Affaires étrangères et européennes.
En février 2020, il est nommé ministre plénipotentiaire et coordinateur général de la coopération au développement et de l'action humanitaire. Auparavant, il fut chef du service juridique du Ministère des Affaires étrangères et européennes à partir de 2016.
Depuis septembre 2022, il est Directeur de la Coopération au développement et de l’action humanitaire au Ministère des Affaires étrangères et européennes, de la Défense, de la Coopération et du Commerce extérieur du Luxembourg.

### Carrière politique
En 2009 et 2013, il est candidat du LSAP aux élections législatives,.
Le 28 novembre 2013, il est nommé membre du Conseil d'État par le Grand-Duc. Il succède ainsi à Erna Hennicot-Schoepges, qui avait dû renoncer à son mandat à l'été 2013 pour des raisons d'âge.
Le 7 avril 2021, Christophe Schiltz est nommé président du Conseil d'État en succession d'Agnès Durdu. Il est le plus jeune président de l'histoire de l'institution.
Par ailleurs, il est membre de la Cour permanente d'arbitrage de La Haye depuis 2019.